# Marcelle Capy

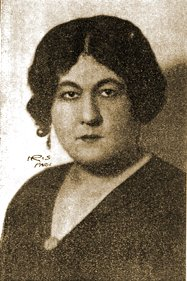
Marcelle Capy

Marcelle Capy, geboren als Marcelle Eugénie Marie Marquès, (* 16. März 1891 in Cherbourg; † 5. Januar 1962 in Pradines (Lot)) war eine französische Journalistin, Schriftstellerin, Gewerkschaftsaktivistin, Pazifistin und libertäre Feministin.

## Leben

### Familie und frühe Jahre
Die Eltern von Marcelle Marquès stammten aus Bauernfamilien in Pradines im Département Lot. Sie war das zweite von vier Mädchen. Ihr Vater, Jean Marquès, war Artillerie- und Marineoffizier. Sie wuchs dort auf und verbrachte auch ihre letzten Lebensjahre im Lot.
Sie nahm als Pseudonym Capy an, den Familiennamen ihrer Mutter, Gabrielle Marceline Capy, aber auch den ihres Großvaters mütterlicherseits, eines Freundes von Léon Gambetta, der ebenfalls aus dem Lot stammte.
Sie besuchte das Gymnasium für Mädchen in Toulouse und ging dann in die Vorbereitungsklasse für die École normale supérieure de Sèvres am selben Gymnasium. Mit 18 Jahren lernt sie in Toulouse Jean Jaurès kennen und beschloss, Schriftstellerin, Journalistin und Aktivistin zu werden.
Am 30. April 1912 heiratete sie Henri Pierre Alexandre Cachet; sie ließen sich 1914 scheiden.

### Erster Weltkrieg
Sie arbeitete an den Zeitungen La Voix des femmes und La Bataille syndicaliste mit, aus der sie im August 1915 zusammen mit Fernand Desprès austrat, weil die Zeitung die Linie der Union sacrée verfolgte.
1916 veröffentlichte sie unter dem Namen Marcelle Capy ihr erstes Buch mit einem Vorwort von Romain Rolland: Une voix de femme dans la mêlée (Eine Frauenstimme im Handgemenge). Das Buch ist ein leidenschaftliches Plädoyer gegen den Krieg und fiel der Zensur zum Opfer. Ihre Korrespondenz wurde von der Polizei überwacht. Séverine, die Doyenne des feministischen Journalismus in Frankreich, unterstützte sie. Marcelle Capy schrieb daraufhin für Les Hommes du jour und Le Journal du peuple.
Zwischen November 1917 und Januar 1918 arbeitete sie anonym in einer Waffenfabrik und veröffentlichte ihren Bericht in der Zeitung La Voix des Femmes: “Die Journalistin Marcelle Capy, die die Arbeitsbedingungen der Frauen in den Waffenfabriken untersuchte, war beeindruckt von der Anstrengung, die von den Frauen verlangt wurde, insbesondere von den Kontrolleurinnen der Geschosse, die elf Stunden am Tag 2500 Geschosse von 7 kg, d. h. 35 Tonnen, handhabten. Als Marcelle Capy sich an dieser Arbeit versuchte, um ihre Fähigkeiten zu testen, musste sie aufgeben: „Nach einer Dreiviertelstunde gab ich mich geschlagen. Ich sah, wie meine Freundin, ganz zart, ganz jung, ganz nett in ihrer großen schwarzen Schürze, ihre Arbeit fortsetzte. Sie ist seit einem Jahr an der Glocke. 900.000 Granaten sind durch ihre Finger gegangen. Sie hat also eine Last von 7 Millionen Kilogramm gehoben“. Was die Bezahlung von Frauen betrifft, so wird die Formel gleicher Lohn für gleiche Arbeit überall mit Füßen getreten. In einer Granatenfabrik erhält ein 15-jähriger Junge 12 bis 15 Franc und eine Mutter 5 bis 6 Franc. Die Unternehmer wagen es, solche Unterschiede mit dem Hinweis auf die Zulage zu rechtfertigen, die die Frauen der Mobilisierten erhalten.”

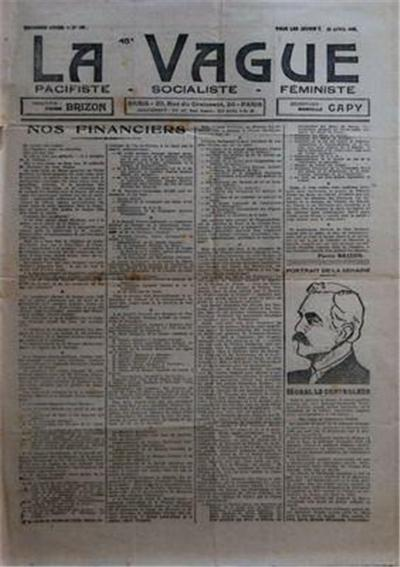
La Vague (1918–1923)

Am 5. Januar 1918 gehörte sie zu den Gründern der antimilitaristischen Wochenzeitung La Vague, deren Redaktionssekretariat und politische Leitung sie gemeinsam mit dem sozialistischen Abgeordneten Pierre Brizon (den sie 1922 heiratete) übernahm. Die Wochenzeitung, die grundsätzlich sozialistisch und pazifistisch ausgerichtet war, eroberte schnell ein großes Publikum. Als Marcelle Capys Artikel nicht mehr mit der Linie der Zeitung vereinbar waren, verließ sie 1923 La Vague und Pierre Brizon.

## Zwischenkriegszeit
1925 schrieb sie L’amour Roi und ihr Hauptwerk Des hommes passèrent.... In diesem Roman geht es darum, dass deutsche Kriegsgefangene in die Familien von Pradines kamen, um die Arbeit auf dem Bauernhof für die Männer zu übernehmen, die an die Front gegangen waren. Sie traf Henri Barbusse, Romain Rolland, Joseph Caillaux und Anatole de Monzie.
Anfang der 1930er Jahre beteiligte sie sich an der Internationalen Liga der Friedenskämpfer (LICP), in der sie für die Propaganda zuständig war und für die sie zusammen mit Robert Jospin Vorträge hielt. Ihre Rede À bas les armes (Nieder mit den Waffen), die sie auf einem Kongress im März 1932 vor u. a. Albert Einstein, Georges Duhamel und Heinrich Mann hielt, wurde mit großem Applaus bedacht. Für diese Vorträge reiste sie viel durch Europa, die USA und Kanada. Anscheinend reiste sie auch in die UdSSR und hielt dort Vorträge. 1934 veröffentlichte sie Femmes seules, einen Roman, der in drei Jahreszeiten aufgeteilt ist. Als sie 1936 „sah, dass alles wieder von vorne begann“, veröffentlichte sie im Selbstverlag Une voix de femme dans la mêlée mit dem vollständigen Text, der 1916 der Zensur zum Opfer gefallen war.

## Zweiter Weltkrieg und späte Jahre
Obwohl sie Anfang der 1930er Jahre Vorstandsmitglied der Ligue Internationale Contre le Racisme et l’Antisémitisme (LICRA) war, schrieb sie während der Besatzungszeit in der im August 1940 gegründeten sozialistischen Tageszeitung L’Effort, die sich dem Vichy-Regime anschloss, und in Germinal, einer 1944 gegründeten Wochenzeitschrift, die der Kollaboration nahestand und in der auch Robert Jospin schrieb.
Nach dem Krieg schrieb sie zwei Romane: La vie tient à un fil (Das Leben hängt an einem Faden) und L’Égypte au coeur du monde  (Ägypten im Herzen der Welt), den sie von einer Reise zu ihrer älteren Schwester Jeanne Marquès mitbrachte, einer Journalistin und Dozentin, die mit progressiven ägyptischen Intellektuellen und künstlerischen Kreisen verbunden war.
Sie war auch an der Gründung des Comité national de résistance à la guerre et à l’oppression (Nationales Komitee für den Widerstand gegen Krieg und Unterdrückung, CNRGO) von Félicien Challaye und Émile Bauchet im Jahr 1951 beteiligt.
Als Antirassistin war sie Mitglied der Ligue française pour la défense des droits de l’homme et du citoyen. Aufgrund ihres komplizenhaften Schweigens während der Besatzung stufte die LICRA sie 1944 jedoch als Verräterin ein.

## Werke (Auswahl)
- Une voix de femme dans la mêlée, Éd. Paul Ollendorf, 1916.
- La défense de la vie, Éd. Ollendorf, 1918.
- L’Amour roi, Société mutuelle d’édition, 1925.
- Des hommes passèrent..., Éd. du Tambourin, 1930.
  - Deutsch: Frauen im Joch, übersetzt von Maximilian Fuchs und W. Stellbogen, Union, 1931.
- À bas les armes ! : discours prononcé au cours de la Croisade de la Paix organisée par la Ligue internationale des combattants de la paix, Patrie humaine, 1932.
- De l’amour du clocher à l'amour du monde, conférence au groupe républicain lotois à Paris, Éd. Brutus, 1932.
- À bas les armes !, Paris, LICP, 1933.
- Femmes seules, Paris, Éd. Marqués, 1934.
- Du côté du soleil, Alger', Éd. Braconnier Frères, 1935.
- Avec les travailleurs de France, Selbstverlag, 1937.
- Femmes seules, Tarbes, Éd. Hunault, 1939.
- L’Égypte au cœur du monde, Éd. Denoël, 1950.
- L’homme et son destin, conférence donnée à la salle de la Société de Géographie, Éd. de l'école addéiste, 1951.